# البروفيسور مارستون والمرأة العجيبة
البروفيسور مارستون والمرأة العجيبة (بالإنجليزية: Professor Marston and the Wonder Women)‏ هو فيلم سيرة ذاتية أمريكي تم إنتاجه في سنة 2017 لسيرة الكاتب الأمريكي وليام مولتون مارستون وزوجته إليزابيث هولواي مارستون وعشيقته أوليف بيرن، الفيلم من إخراج أنغيلا روبنسون وبطولة لوك إيفانز وريبيكا هول وبيلا هيثكوت.

## البطولة
- لوك إيفانز بدور وليام مولتون مارستون
- ريبيكا هول بدور إليزابيث هولواي مارستون
- بيلا هيثكوت بدور أوليف بيرن
- مونيكا جوردانو بدور ماري
- جون جوزيف فايلد بدور شارل غوييت
- كريس كونري بدور غرانت غريغوري
- أوليفر بلات بدور ماكس غاينس
- كريستوفر بول ريتشاردس بدور تين دون
- كوني بريتون بدور جوسيت فرانك

## التقييم
على الرغم أن الفيلم لم يحصد أرباح كثيرة إلا أنه حصل على تقييم 87% في موقع الطماطم الفاسدة بناءً على 153 مشاهدة وقد أشاد النقاد بأداء أبطاله الثلاثة وفي الأداء السينمائي. في موقع ميتاكريتيك حصل الفيلم على تقييم 68 من 100 وحصل على 38 نقد معظمها إيجابي.

## وصلات خارجية
- البروفيسور مارستون والمرأة العجيبة على موقع IMDb (الإنجليزية)
- البروفيسور مارستون والمرأة العجيبة على موقع ميتاكريتيك (الإنجليزية)
- البروفيسور مارستون والمرأة العجيبة على موقع روتن توميتوز (الإنجليزية)
- البروفيسور مارستون والمرأة العجيبة على موقع ألو سيني (الفرنسية)
- البروفيسور مارستون والمرأة العجيبة على موقع Turner Classic Movies (الإنجليزية)
- البروفيسور مارستون والمرأة العجيبة على موقع أول موفي (الإنجليزية)
- البروفيسور مارستون والمرأة العجيبة على موقع بوكس أوفيس موجو (الإنجليزية)
- البروفيسور مارستون والمرأة العجيبة على موقع فيلمافينيتي (الإسبانية)
- البروفيسور مارستون والمرأة العجيبة على موقع قاعدة بيانات الفيلم (الإنجليزية)
- البروفيسور مارستون والمرأة العجيبة على موقع ليتربوكسد (الإنجليزية)
- الموقع الرسمي